# Allegationes
Le Allegationes (Allegazioni) sonno un corto memorandum, che fu scritto da Francesc Eiximenis in latino fra il 1398 e il 1408 a Valencia. L'erudito Albert Hauf trascrisse e pubblicò questo opuscolo nel 1986.

## Origine
Fra il 1398 e il 1408 il potere sulla città di Valencia era conteso fra la Chiesa e lo Stato. L'origine di questa contesa fu la situazione giuridica dei preti. Il Justícia del Regno di Valencia (una autorità medievale valenciana) commandò il disarmo dei preti che esibivano armi in pubblico. Il vescovo di Valencia, Hug de Llupià (un amico intimo di Eiximenis, che gli aveva già dedicato la sua opera Pastorale), richiese che i preti dovevano essere giudicati secondo la legge della Chiesa, e richiese anche di raccogliere le armi che erano state confiscate a questi preti. Ebbe anche un altro conflitto fra il Gran Maestro dell'Ordine di Montesa e il re della Corona d'Aragona. Per risolvere tutti questi conflitti, si domandò l'arbitraggio di sedici persone importanti del Regno di Valencia. La maggioranza di loro erano giuristi ma c'erano anche alcuni ecclesiastici, come Eiximenis. La parte di questo verdetto di arbitraggio che fu scritta da Francesc Eiximenis (che dovrebbe essere stata scritta prima del 1409, l'anno della sua morte), è quello che si conosce come le Allegationes.

## Contenuto
Questo è un documento di somma importanza per conoscere le idee teocratiche di Eiximenis. Il ragionamento che Eiximenis fa qui è sovente ripetuto in altri parti delle sue opere, dove egli giustifica la teocrazia papale, come per esempio i capitoli 75-81 e 234 del Primo Libro del Crestià, oppure la quarta parte (capitoli 396-466) del Dodicesimo Libro del Crestià.
Fra gli argomenti e gli autori che egli cita, questi devono essere segnalati:
- La bolla pontificia Unam Sanctam (Una Santa), del papa Bonifacio VIII.
- De consideratione (Sulla considerazione), di Bernardo di Chiaravalle.
- De sacramentis (Sui sacramenti), di Ugo di San Vittore.
- Liber de personis ecclesiasticis (Libro sulle persone ecclesiastiche), di Isidoro di Siviglia.
- La Donazione di Costantino.
- Il canonista Enrico da Susa (che è conosciuto come il cardinale Ostiense, oppure semplicemente come l'Ostiense) in molte delle sue opere.

Alla fine, per confermare la sua argomentazione, egli spiega come tutti i capi di Stato che hanno attaccato e perseguito la Chiesa, hanno avuto una fine  tragica, con l'intenzione di mostrare che Dio li ha puniti. Alla fine della lista c'è un monarca contro il quale egli aveva una particolare ostilità, Federico II di Hohenstaufen. Ciò nonostante, il trattamento che egli riserva a questo imperatore è sempre molto delicato, dato che i re della Corona d'Aragona erano suoi discendenti, per il matrimonio di Costanza di Sicilia, la sua nipota, con Pietro il Grande.